# Marolles-en-Brie (Seine-et-Marne)
Marolles-en-Brie is een gemeente in het Franse departement Seine-et-Marne (regio Île-de-France) en telt 418 inwoners (2005). De plaats maakt deel uit van het arrondissement Provins.

## Geografie
De oppervlakte van Marolles-en-Brie bedraagt 9,0 km², de bevolkingsdichtheid is 46,4 inwoners per km².
De onderstaande kaart toont de ligging van Marolles-en-Brie (Seine-et-Marne) met de belangrijkste infrastructuur en aangrenzende gemeenten.

## Demografie
Onderstaande figuur toont het verloop van het inwonertal (bron: INSEE-tellingen).